# Sint-Michaëlkerk (Keulen-Zündorf)
De Sint-Michaëlkerk is een rooms-katholieke kerk in Köln-Zündorf, een stadsdeel van de Duitse stad Keulen. Tot de oprichting van de Maria Geboortekerk was de Sint-Michaëlkerk de parochiekerk van de plaats.

## Locatie
De Sint-Michaëlkerk is gelegen aan de Kirchstraße te Keulen-Zündorf.

## Geschiedenis
De kerk werd rond 1300 voor het eerst vermeld in de registers van het bisdom Keulen. Het oudste deel van de kerk is het schip (11e eeuw). Later werd een noordelijk zijschip aangebouwd. In 1170 werd de rijk versierde westelijke toren met het rombische dak en een driezijdig koor toegevoegd. De kerk werd in 1690 en 1722 omvangrijk gerenoveerd, waarbij het koor en de sacristie opnieuw werden opgetrokken. Het zijschip werd in 1906 afgebroken.